# Amurca
Amurca es el nombre latino del líquido oscuro de sabor amargo que resulta de la presión de la aceituna durante el procesado del aceite de oliva. El primer descriptor de la recolección de este líquido es Plinio el Viejo en su Naturalis Historia describe los usos que de este líquido hacían los romanos, entre ellos se encuentra el de servir como elemento de construcción, pesticida, herbicida, e incluso como astringente.
En la provincia de Jaén y en la zona de Sierra Mágina también se denomina jámila; aunque habitualmente es nombrado como alpechín.
La amurca es un producto muy contaminante que antiguamente se vertía a los cauces de los ríos o al alcantarillado pero que en la actualidad debe ser depurado o tratado para obtener energía o agua para regadío u otros usos.

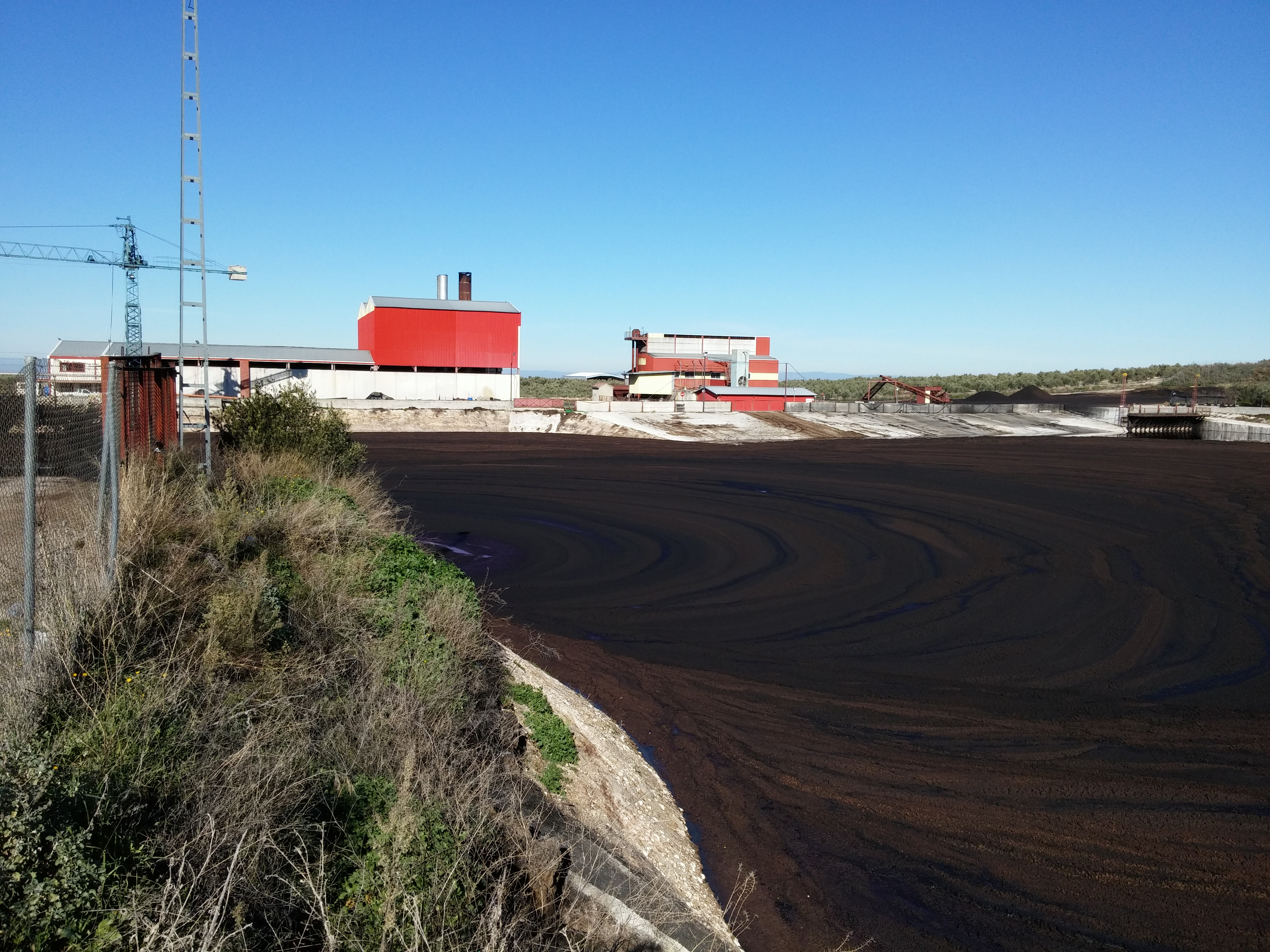
Balsa de alpechín de una orujera en Mancha Real, Jaén.

## Composición
- agua 83,2%
- materia orgánica 15%
- minerales 1,8%

## Obtención
Dependiendo de la almazara, su sistema puede ser de tres o dos fases. Si es de tres fases, la almazara obtiene primero orujo, que es la mezcla de pipos de aceituna, piel y carne, reutilizable; y después un líquido en dos fases que contiene alpechín y el aceite de oliva, que es separado mediante decantación o centrifugación. Si la almazara es de dos fases, por un lado se obtiene aceite y por otro una pasta denominada alperujo, que contiene una mezcla de orujo y alpechín, y de la cual se obtiene el aceite de orujo de oliva.

## Usos
Como se ha dicho, el alpechín es un producto contaminante y en la actualidad se están llevando a cabo estudios para dar salida a las cada vez mayores cantidades de esta sustancia que se obtienen en el proceso de obtención del aceite. Según el estado de la técnica y los artículos de internet relacionados con el tema, el alpechín puede:
- depurarse en plantas depuradoras, sin obtenerse beneficio alguno del proceso.
- utilizarse como fuente de energía (en la actualidad se admite en plantas como la que hay en Baena (Córdoba)).
- utilizarse como fertilizante (uso muy poco extendido).
- utilizarse como agua para regar plantas que no sean atacadas por la sustancia.
- utilizarse para biocombustibles.
- una vez fermentado y tratado, se pueden hacer bioplásticos con él. Es un método experimental desarrollado por el Instituto del Agua de la Universidad de Granada.[3]

Actualmente, muchas empresas echan vertidos de alpechín a ríos cercanos, como ejemplo el Guadaíra, uno de los ríos más contaminados de Europa.

## Cultura popular
En un sermón de hace casi 1600 años, el filósofo, teólogo y orador Agustín de Hipona, conocido como San Agustín por la Iglesia católica, usó una metáfora sobre el mundo, que aún después de tantos siglos resuena y proporciona útil sabiduría. Decía el santo en la Basílica de Cartago: «El mundo es una almazara; y en él somos prensados. Vosotros sed aceite y no amurca. El aceite tiene un camino oculto y por él se dirige al depósito secreto. Algunos se burlan de esto, se ríen y blasfeman; ellos son la amurca que corre libre por las plazas.»